# 翼 〜Very Best of Mikuni Shimokawa〜
『翼 〜Very Best of Mikuni Shimokawa〜』（つばさ ベリー・ベスト・オブ・ミクニ・シモカワ）は、下川みくにのベスト・アルバム。2009年8月5日にポニーキャニオンより発売された。品番はPCCA-02978。

## 内容
デビュー10周年記念版として発売された。前回のベストアルバム『9 -Que!!- 下川みくにセルフカバーアルバム』に続き、CDとDVDの2枚組となっている。DVDには2009年4月5日にShibuya O-EASTで行われた10周年記念ライブ、インタビュー、アジアイベントの模様が収録されている。
選曲はそれまでの10年間の楽曲を対象に、公式サイト上などにおいて日本語、中国語、英語、韓国語の4カ国語によるファンからの投票により集まった約1万通を元に行い、発売も世界同時発売という形で行われた。投票数では「それが、愛でしょう」「南風」などが上位に来る結果となった。全18曲中、新曲として収録された「翼 〜memories of maple story〜」は『メイプルストーリー』のアンサーソングという形となっている。この曲はアルバム『アニソンぷらす×アニメ☆ダンス コレクション』（FARM RECORDS）にリミックスバージョンとして収録もされている。
このアルバムは香港において、IFPIのJ-POP・K-POP部門「2009年度香港ベストセールス大賞」を受賞した。

## 収録曲

### DISC1 (CD)
1. それが、愛でしょう
  - 作詞：下川みくに / 作曲・編曲：Sin
2. 翼 〜memories of maple story〜
  - 作詞・作曲：下川みくに / 編曲：Sin
3. Bird
  - 作詞・作曲：下川みくに / 編曲：Sin
4. 蕾 〜tsubomi〜
  - 作詞：下川みくに / 作曲：ats- / 編曲：松ヶ下宏之
5. 想い出がいっぱい
  - 作詞：阿木燿子 / 作曲：鈴木キサブロー / 編曲：上杉洋史
6. もう一度君に会いたい
  - 作詞：下川みくに / 作曲：Gajin / 編曲：西川進・梶浦由記
7. ねずみは米がすき
  - 作詞：楊臣剛 / 日本語詞：枯堂夏子 / 作曲：楊臣剛 / 編曲：Asian Lovers Band
8. 悲しみに負けないで
  - 作詞・作曲：下川みくに / 編曲：Sin
9. 藍色の空の下で
  - 作詞・作曲：浅田信一 / 編曲：Sin
10. あの日に帰りたい
  - 作詞・作曲：下川みくに / 編曲：安部潤
11. はじまり（cover version）
  - 作詞：森浩美 / 作曲：D・A・I / 編曲：西川進
12. 南風
  - 作詞・作曲：浅田信一 / 編曲：西川進
13. tomorrow
  - 作詞・作曲：下川みくに / 編曲：ab:fly
14. キミの願い
  - 作詞：下川みくに / 作曲：松ヶ下宏之 / 編曲：NapsaQ
15. BELIEVER 〜旅立ちの歌〜
  - 作詞・作曲：広瀬香美 / 編曲：井上ヨシマサ
16. Alone
  - 作詞：六ツ見純代 / 作曲・編曲：ab:fly
17. たった、ひとつの
  - 作詞・作曲・編曲：浅田直
18. 枯れない花
  - 作詞：小林夏海 / 作曲・編曲：ab:fly

### DISC2 (DVD)
1. 2009.4.5 Shibuya O-EAST10周年記念ライブダイジェスト
2. スペシャルインタビュー
3. アジアイベントメイキング